# علي الغسال
علي بن محمد أو علي الثالث الرسول  ، وهو داي الجزائر و الذي حكم بضعة أشهر من 1808 إلى 1809 . تولى السلطة في أعقاب تمرد ضد سلفه أحمد الثاني.

## مقالات ذات صلة
- داي الجزائر
- الجزائر في عهد الأتراك (1514-1830)
- تاريخ الجزائر
- تاريخ ولاية الجزائر
- تاريخ الجزائر القديم والحديث
- قائمة حكام الجزائر

## قائمة المراجع
- L'Algérie des Algériens. EDIF2000. 2011 [1982]. ص. 786. ISBN:978-9961-9662-1-1. {{استشهاد بكتاب}}: الوسيط |الأول= يفتقد |الأخير= (مساعدة)  L'Algérie des Algériens. EDIF2000. 2011 [1982]. ص. 786. ISBN:978-9961-9662-1-1. {{استشهاد بكتاب}}: الوسيط |الأول= يفتقد |الأخير= (مساعدة)  L'Algérie des Algériens. EDIF2000. 2011 [1982]. ص. 786. ISBN:978-9961-9662-1-1. {{استشهاد بكتاب}}: الوسيط |الأول= يفتقد |الأخير= (مساعدة) وصلة=